# ویتامین ب۱
تیامین یا ویتامین ب۱ یک ویتامین بسیار مهم و ریزمغذی ضروری برای انسان و جانوران گوناگون است. این ویتامین با نام آنورین هم شناخته می گردد. این ویتامین در غذاها یافت می‌شود و به‌صورت تجاری به‌عنوان یک مکمل غذایی یا دارویی سنتز می‌شود. فرم‌های فسفریلهٔ تیامین برای برخی واکنش‌های متابولیک از جمله تجزیهٔ گلوکز و اسیدهای آمینه مورد نیاز است.
منابع غذایی تیامین شامل غلات کامل، حبوبات و برخی از گوشت‌ها و ماهی است. فرآوری غلات مقدار زیادی از این ویتامین را حذف می‌کند؛ بنابراین در بسیاری از کشورها غلات و آرد با تیامین غنی می‌شوند. مکمل‌ها و داروها برای درمان و پیشگیری از کمبود تیامین و اختلالات ناشی از آن مانند بری‌بری و آنسفالوپاتی ورنیکه در دسترس هستند. آن‌ها همچنین برای درمان بیماری ادرار شربت افرا و سندرم لی استفاده می‌شوند. مکمل‌ها و داروها معمولاً از طریق خوراکی مصرف می‌شوند، اما ممکن است به‌صورت تزریق وریدی یا عضلانی نیز تجویز شوند.
مکمل‌های تیامین به‌طور کلی به‌خوبی تحمل می‌شوند. واکنش‌های آلرژیک، از جمله آنافیلاکسی، ممکن است در صورت تزریق دوزهای مکرر رخ دهد. تیامین در فهرست داروهای ضروری سازمان جهانی بهداشت قرار دارد. این دارو به‌عنوان یک داروی ژنریک و در برخی کشورها به‌عنوان یک مکمل غذایی بدون نسخه در دسترس است.

## بیوشیمی
ویتامین ب۱ یا تیامین دارای دو حلقهٔ هتروسیلیک است که یکی از آن‌ها گوگرددار به نام تیازول و دیگری حلقهٔ پیریمیدین و دارای دو اتم نیتروژن است. حلقهٔ پیریمیدین به‌صورت ۲و۵-دی‌متیل۴-آمینوپیریمیدین و حلقهٔ تیازول به صورت ۴متیل۵هیدروکسی‌اتیل‌تیازول است. این دو حلقه توسط نیتروژن حلقهٔ تیازول و ریشهٔ متیل کربن۵پیریمیدین به یکدیگر متصل می‌شوند. تیامین یکی از ویتامین‌های محلول در آب است.

### عوامل شیمیایی مؤثر
وجود ریشه‌های متیل حلقهٔ پیریمیدین و تیازول و ریشهٔ هیدروکسی‌اتیل حلقهٔ تیازول برای فعالیت ویتامین ضروری است. هیدروژن متصل به کربن ۲ حلقهٔ تیازول نقش اساسی را در خواص کوآنزیمی این ویتامین به عهده دارد. تیامین یک الکل ازت‌دار است و به کمک عامل الکلی خود می‌تواند با اسیدها استریفیه و استر پیروفسفریک آن به نام تیامین پیروفسفات، شکل فعال این ویتامین در بدن است.

### فعالیت کوآنزیمی
تیامین به صورت استر دی‌فسفریک یعنی تیامین پیروفسفات، کوآنزیم آنزیمی به نام دکربوکسیلاز است که باعث دکربوکسیله شدن اسیدهای آلفاستونیک می‌گردد. دکربوکسیله شدن پیروویک اسید به دو صورت ممکن انجام می‌شود.

#### کربوکسیلاسیون ساده
در این عمل پیروویک اسید با از دست دادن یک مولکول کربن دی‌اکسید به استالدهید تبدیل می‌شود و در مراحل بعدی آلدئید احیا شده و تولید الکل می‌نماید. این نوع دکربوسیلاسیون، بی‌هوازی است و توسط باکتری‌ها و مخمر آبجو انجام می‌شود.

#### دکربوسیلاسیون اکسیداتیو
این نوع دکربوکسیلاسیون با اکسیداسیون توأم است؛ یعنی پیروویک اسید، یک‌دوم مولکول اکسیژن گرفته و ایجاد استیک اسید و کربن دی‌اکسید می‌نماید.

## کمبود تیامین
اختلالات شناخته‌شدهٔ ناشی از کمبود تیامین شامل بری‌بری، نشانگان ورنیکه–کورساکوف، نوروپاتی بینایی، بیماری لی، آتاکسی فصلی آفریقایی (یا آتاکسی فصلی نیجریه) و میلینولیز مرکزی پونتین است. علائم کمبود، شامل کسالت، کاهش وزن، تحریک‌پذیری و گیجی است.
در کشورهای غربی، الکلیسم مزمن یک عامل خطر برای کمبود تیامین است. همچنین افراد مسن، افراد مبتلا به ایدز یا دیابت و کسانی که جراحی چاقی انجام داده‌اند در معرض خطر هستند. درجات مختلفی از نارسایی تیامین با استفادهٔ طولانی‌مدت از ادرارآورها مرتبط است.

## توصیه‌های غذایی
| آکادمی ملی پزشکی ایالات متحده                                                                                            |                      |
| گروه سنی | RDA (میلی‌گرم در روز) |
| نوزادان ۰ تا ۶ ماه | ۰٫۲*                 |
| نوزادان ۶ تا ۱۲ ماه | ۰٫۳*                 |
| ۱ تا ۳ سال | ۰٫۵                  |
| ۴ تا ۸ سال | ۰٫۶                  |
| ۹ تا ۱۳ سال | ۰٫۹                  |
| زنان ۱۴ تا ۱۸ سال | ۱٫۰                  |
| مردان بالای ۱۴ سال | ۱٫۲                  |
| زنان بالای ۱۹ سال | ۱٫۱                  |
| زنان باردار/شیرده ۱۴ تا ۵۰                                                                                               | ۱٫۴                  |
| * مصرف کافی برای نوزادان هنوز مشخص نشده است.                                                                             |                      |
| نه آکادمی ملی پزشکی ایالات متحده و نه سازمان ایمنی غذای اروپا سطح بالای دریافتی قابل تحمل برای تیامین را تعیین نکرده‌اند. |                      |

## نیاز بدن
حبوبات، کبد و کلیه‌ها، غنی از تیامین هستند ولی در مرحلهٔ پخت طولانی غذاها، ویتامین غیرفعال می‌شود. احتیاج به تیامین در مراحل ضعف عمومی، نقاهت، کار عضلانی زیاد و شیردهی بیشتر است. اگر جیره غذایی از لیپیدها و پروتئین‌ها غنی باشد، نیاز به تیامین کاهش می‌یابد. انسان متوسط برای هر هزار کالری انرژی غذایی مورد نیاز، روزانه به ۱ میلی‌گرم تیامین احتیاج دارد.
مصرف بیش از اندازهٔ این ویتامین (۱۰۰ برابر نیاز بدن به‌صورت تزریقی) باعث مسمومیت شده و علائمی چون سردرد، تشنج، آریتمی قلبی و واکنش‌های آلرژیک را ایجاد می‌کند.